# Eva Decroix
Eva Decroix (ur. 26 maja 1982 w Ostrawie) – czeska polityk, prawniczka i działaczka samorządowa, parlamentarzystka, od 2025 minister sprawiedliwości.

## Życiorys
Kształciła się w zakresie języka francuskiego na Uniwersytecie Karola w Pradze, a także na wydziale ekonomii i zarządzania na Université Bretagne-Sud. Uzyskała następnie magisterium z prawa na Université Lille-II. Ukończyła później studia podyplomowe MBA, jak również studia doktoranckie na Uniwersytecie Karola. W 2011 zaczęła prowadzić własną kancelarię adwokacką w Igławie.
W 2014 wstąpiła do Obywatelskiej Partii Demokratycznej (ODS). Powoływana w skład regionalnych i lokalnych władz partii, w 2024 objęła funkcję wiceprzewodniczącej ODS. W 2020 została radną miejską w Igławie, a także radną kraju Wysoczyna. W wyborach w 2021 uzyskała mandat deputowanej do Izby Poselskiej.
W czerwcu 2025 dołączyła do rządu Petra Fiali, obejmując w nim stanowisko ministra sprawiedliwości w miejsce Pavla Blažka. Została również powołana na przewodniczącą Rady Legislacyjnej.